# 敗家子
敗家子（英語：spendthrift，也作“pulligate”或“prodigal”）是指挥霍无度、肆意消费到支出远远超出了其支付能力范围的人。英语中的“败家子”一词源于“thrift”一词的过时含义，意为富裕而非节俭，因此“spendthrift”即为花光了自己财富的人。
历史上被描述为敗家子的人物包括英国国王乔治四世、巴伐利亚国王路德维希二世以及和法国王后玛丽·安托瓦内特。
该词还经常被新闻媒体用于形容那些被认为浪费公共资金的政府。